# Pål Steffen Andresen
Pål Steffen Andresen (Lillestrøm, 19 maggio 1982) è un calciatore norvegese, difensore dell'Hauerseter.

## Carriera

### Club
Andresen ha iniziato la carriera nel Lillestrøm, squadra per cui ha debuttato nell'Eliteserien in data 12 maggio 2002: nel corso del successo in casa dello Start per 0-2, infatti, il difensore ha sostituito Gylfi Einarsson nei minuti finali dell'incontro. La prima rete ufficiale della sua carriera è arrivata durante il Norgesmesterskapet 2004, precisamente nella partita contro lo LSF, datata 5 maggio: è stato lui a realizzare la marcatura del definitivo 0-7. Pochi giorni dopo, il 9 maggio, ha siglato una rete anche in campionato: il gol ha sancito il momentaneo vantaggio del Lillestrøm sul Molde, con il match che si è concluso con il punteggio di 2-2.
Il 6 novembre 2005 è arrivato assieme alla sua squadra a contendersi la finale dell'edizione stagionale del Norgesmesterskapet contro il Molde, ma il Lillestrøm è stato sconfitto per 2-4. Due anni dopo, però, è riuscito a vincere il trofeo: è stato infatti titolare nel successo per 2-0 nella finale contro l'Haugesund. Si è ritrovato svincolato alla scadenza del suo contratto, in data 31 dicembre 2011.
L'8 febbraio 2012 è stato reso noto il suo passaggio all'Ullensaker/Kisa, formazione neopromossa nella 1. divisjon. Ha esordito con questa maglia il 9 aprile seguente, schierato titolare nel successo per 2-0 sul Notodden. Il 22 aprile ha segnato le prime reti, con una doppietta messa a segno ai danni del Mjøndalen: la partita si è chiusa sul punteggio di 5-0 in favore dell'Ull/Kisa. Il 25 novembre successivo, ha rinnovato il contratto che lo legava al club per altre due stagioni. Al termine di questo accordo, è rimasto senza contratto. Contemporaneamente, la sua squadra è retrocessa al termine del campionato 2014, dopo due salvezze consecutive.
Il 12 gennaio 2015, Andresen ha firmato ufficialmente un contratto annuale con lo Strømmen. Ha scelto di indossare la maglia numero 23. Ha esordito in squadra in data 6 aprile, schierato titolare nella sconfitta interna per 0-1 contro l'Hødd. Ha chiuso la stagione con 29 presenze tra campionato e coppa, senza segnare alcuna rete; lo Strømmen si è classificato all'8º posto. Il 30 novembre 2015 ha rinnovato il contratto che lo legava al club per un'ulteriore stagione.

### Nazionale
Ha debuttato per la Norvegia under 21 il 19 agosto 2003, subentrando a Helge Haugen nel successo per 3-1 sulla Scozia under 21. Ha totalizzato 4 presenze per la formazione Under-21, senza mai andare a segno.

## Statistiche

### Presenze e reti nei club
Statistiche aggiornate al 17 marzo 2023.
| Stagione               | Club                   | Campionato             | Campionato | Campionato | Coppe nazionali | Coppe nazionali | Coppe nazionali | Coppe continentali | Coppe continentali | Coppe continentali | Supercoppe | Supercoppe | Supercoppe | Totale | Totale |
| Stagione               | Club                   | Comp                   | Pres       | Reti       | Comp            | Pres            | Reti            | Comp               | Pres               | Reti               | Comp       | Pres       | Reti       | Pres   | Reti   |
| ---------------------- | ---------------------- | ---------------------- | ---------- | ---------- | --------------- | --------------- | --------------- | ------------------ | ------------------ | ------------------ | ---------- | ---------- | ---------- | ------ | ------ |
| 2002                   | Lillestrøm             | ES                     | 5          | 0          | CN              | 2               | 0               | UCL                | -                  | -                  | -          | -          | -          | 7      | 0      |
| 2003                   | Lillestrøm             | ES                     | 16         | 0          | CN              | 1               | 0               | -                  | -                  | -                  | -          | -          | -          | 17     | 0      |
| 2004                   | Lillestrøm             | ES                     | 23         | 3          | CN              | 5               | 1               | -                  | -                  | -                  | -          | -          | -          | 28     | 4      |
| 2005                   | Lillestrøm             | ES                     | 25         | 1          | CN              | 5               | 1               | -                  | -                  | -                  | -          | -          | -          | 30     | 2      |
| 2006                   | Lillestrøm             | ES                     | 16         | 0          | CN              | 3               | 0               | -                  | -                  | -                  | -          | -          | -          | 19     | 0      |
| 2007                   | Lillestrøm             | ES                     | 23         | 1          | CN              | 5               | 0               | CU                 | 2                  | 0                  | -          | -          | -          | 30     | 1      |
| 2008                   | Lillestrøm             | ES                     | 13         | 0          | CN              | 1               | 0               | CU                 | 0                  | 0                  | -          | -          | -          | 14     | 0      |
| 2009                   | Lillestrøm             | ES                     | 3          | 0          | CN              | 0               | 0               | -                  | -                  | -                  | -          | -          | -          | 3      | 0      |
| 2010                   | Lillestrøm             | ES                     | 1          | 0          | CN              | 0               | 0               | -                  | -                  | -                  | -          | -          | -          | 3      | 0      |
| 2011                   | Lillestrøm             | ES                     | 16         | 0          | CN              | 2               | 1               | -                  | -                  | -                  | -          | -          | -          | 18     | 1      |
| Totale Lillestrøm      | Totale Lillestrøm      | Totale Lillestrøm      | 141        | 5          |                 | 24              | 3               |                    | 2                  | 0                  |            | -          | -          | 167    | 8      |
| 2012                   | Ullensaker/Kisa        | 1D                     | 27+3       | 7+0        | CN              | 1               | 0               | -                  | -                  | -                  | -          | -          | -          | 31     | 7      |
| 2013                   | Ullensaker/Kisa        | 1D                     | 27         | 1          | CN              | 2               | 0               | -                  | -                  | -                  | -          | -          | -          | 29     | 1      |
| 2014                   | Ullensaker/Kisa        | 1D                     | 21         | 3          | CN              | 2               | 0               | -                  | -                  | -                  | -          | -          | -          | 23     | 3      |
| Totale Ullensaker/Kisa | Totale Ullensaker/Kisa | Totale Ullensaker/Kisa | 75+3       | 11+0       |                 | 5               | 0               |                    | -                  | -                  |            | -          | -          | 83     | 11     |
| 2015                   | Strømmen               | 1D                     | 27         | 0          | CN              | 2               | 0               | -                  | -                  | -                  | -          | -          | -          | 29     | 0      |
| 2016                   | Strømmen               | 1D                     | 14         | 0          | CN              | 0               | 0               | -                  | -                  | -                  | -          | -          | -          | 14     | 0      |
| 2017                   | Strømmen               | 1D                     | 20         | 1          | CN              | 0               | 0               | -                  | -                  | -                  | -          | -          | -          | 20     | 1      |
| 2018                   | Strømmen               | 1D                     | 25         | 0          | CN              | 2               | 0               | -                  | -                  | -                  | -          | -          | -          | 27     | 0      |
| 2019                   | Strømmen               | 1D                     | 20         | 2          | CN              | 2               | 0               | -                  | -                  | -                  | -          | -          | -          | 22     | 2      |
| 2020                   | Strømmen               | 1D                     | 7          | 0          | -               | -               | -               | -                  | -                  | -                  | -          | -          | -          | 7      | 0      |
| 2021                   | Strømmen               | 1D                     | 4          | 0          | CN              | 0               | 0               | -                  | -                  | -                  | -          | -          | -          | 4      | 0      |
| Totale Strømmen        | Totale Strømmen        | Totale Strømmen        | 117        | 3          |                 | 6               | 0               |                    | -                  | -                  |            | -          | -          | 123    | 3      |
| 2022                   | Hauerseter             | 4D                     | 10         | 0          | CN              | 0               | 0               | -                  | -                  | -                  | -          | -          | -          | 10     | 0      |
| Totale carriera        | Totale carriera        | Totale carriera        | 357+3      | 19+0       |                 | 35              | 3               |                    | 2                  | 0                  |            | -          | -          | 370    | 22     |

## Palmarès

### Club

#### Competizioni nazionali
- Coppa di Norvegia: 1

Lillestrøm: 2007